# Trachyxysta antichroma
Trachyxysta antichroma är en fjärilsart som beskrevs av Edward Meyrick 1902. Trachyxysta antichroma ingår i släktet Trachyxysta och familjen praktmalar, Oecophoridae. Inga underarter finns listade i Catalogue of Life.